# Liste der Kulturdenkmäler in Holzhausen an der Haide
In der Liste der Kulturdenkmäler in Holzhausen an der Haide sind alle Kulturdenkmäler der rheinland-pfälzischen Ortsgemeinde Holzhausen an der Haide aufgeführt. Grundlage ist die Denkmalliste des Landes Rheinland-Pfalz (Stand: 8. Dezember 2023).

## Einzeldenkmäler
| Bezeichnung              | Lage                                                 | Baujahr                   | Beschreibung | Bild                           |
| ------------------------ | ---------------------------------------------------- | ------------------------- | --- | ------------------------------ |
| Katholische Filialkirche | Bäderstraße 25 Lage                                  | Ende des 19. Jahrhunderts | neuromanischer Backsteinbau, Ende des 19. Jahrhunderts | Fotos hochladen                |
| Quereinhaus              | Berggasse 2 Lage                                     | 17. oder 18. Jahrhundert  | Fachwerk-Quereinhaus, verputzt, wohl aus dem 17. oder 18. Jahrhundert | BW                             |
| Wohnhaus                 | Berggasse 6 Lage                                     | 17. oder 18. Jahrhundert  | Fachwerkhaus, verputzt und verschiefert, wohl aus dem 17. oder 18. Jahrhundert | BW                             |
| Fachwerk                 | Berggasse, an Nr. 7 Lage                             |                           | Fachwerkreste mit Mannfiguren und Brüstungsplatten | BW                             |
| Hofanlage                | Klosterstraße 8 Lage                                 | 18. Jahrhundert           | Hofanlage, 18. Jahrhundert; Fachwerkhaus, Fachwerkscheune, Kniestock, jeweils aus dem 19. Jahrhundert, straßenseitiger Garten                                                                                                  | BW                             |
| Wohnhaus                 | Langgasse 3 Lage                                     | 17. oder 18. Jahrhundert  | Fachwerkhaus, verputzt, wohl aus dem 17. oder 18. Jahrhundert | BW                             |
| Zehntscheune             | Langgasse 4 Lage                                     | 1743                      | ehemalige Zehntscheune; Fachwerk auf Bruchsteinsockel, bezeichnet 1743 | BW                             |
| Hofanlagen               | Langgasse 5, Kirchgasse 4 Lage                       | 18. Jahrhundert           | zwei rechtwinklig zueinander angeordnete Hofanlagen mit Fachwerkhäusern des 18. Jahrhunderts, im 19. Jahrhundert um Kniestock erhöht, und Fachwerkscheunen des 18. oder 19. Jahrhunderts                                       | BW                             |
| Wohnhaus                 | Langgasse 14 Lage                                    | 17. oder 18. Jahrhundert  | Fachwerkhaus, verputzt, wohl aus dem 17. oder 18. Jahrhundert | BW                             |
| Wohnhaus                 | Langgasse 16 Lage                                    | 18. Jahrhundert           | Fachwerkhaus, teilweise verputzt, wohl aus dem 18. Jahrhundert, Backsteinpartien um 1900, Kniestock aus dem 19. Jahrhundert; Gesamtanlage mit Fachwerkscheune, bezeichnet 1908, Fachwerkschuppen                               | BW                             |
| Evangelische Pfarrkirche | Nikolaus-August-Otto-Straße 16 Lage                  | 1764/65                   | dreiachsiger Mansarddachbau, 1764/65 | weitere Bilder Fotos hochladen |
| Kastell Holzhausen       | östlich des Ortes am Nordhang des Grauen Kopfes Lage | ab um 81                  | römisches Steinkastell (ORL 6); wohl vom Ende des zweiten Jahrhunderts, um 222–235 zerstört; freiliegende Reste des praetorium, des sacellum, der vier Tore und vier Ecktürme sowie Reste von Türmen um 81 bis 96 und nach 147 | Fotos hochladen                |